# Hospesbrug
De Hospesbrug is een vaste brug in het Noord-Hollandse dorp Overveen in de gemeente Bloemendaal. De brug ligt in de Korte Zijlweg en overspant de Brouwersvaart. De brug betreft een gemeentelijk monument.
De eerste brug dateert volgens de gemeente Bloemendaal uit 1919. De meest recente vervanging van deze brug dateert van 1932 en is in de stijl van de Amsterdamse school opgetrokken. Het is de eerste brug in Overveen als men uit de richting van Haarlem het Houtmanpad volgt. Dit is een historische verbinding tussen Haarlem enerzijds en Overveen en de Kennemerduinen anderzijds. Kijkend naar het oosten is vanaf de brug de kathedrale basiliek Sint Bavo te zien. Aan de westzijde ligt het Brouwerskolkpark.
In de buurt lag een herberg “De Gouden Leeuw”. Een andere naam voor een herbergier is hospes. Naast deze brug is ook de Hospeslaan even verderop in Haarlem naar dit beroep vernoemd.